# 熊貓交配影片
熊貓交配影片是用來教導動物園的熊貓交配的影片，以免牠們因不懂交配而絕種。

## 概要
熊貓的交配期非常之短，然而，長期居於動物園的熊貓由於未見過交配，因此不懂得如何繁衍後代。為此，動物學家希望以播放野生熊貓交配的影片以教導動物園的熊貓學會性交。這影片首見於泰國清邁動物園。此後，這技術引進到中國，並成功產出31隻熊貓幼崽。

## 資料來源
1. ↑  Gray, Denis. . Washington Post. 2006-11-23  [3 May 2013]. （原始内容存档于2020-11-08）.
2. ↑  "睇鹹片學交配　蒼井熊真人示範" 《蘋果日報》 2013 09 27
3. ↑  "'Panda porn' to encourage mating" （页面存档备份，存于）, Narunart Prapanya, 《CNN》 2006 1 25 2006
4. ↑  "Panda porn pays off" 的存檔，存档日期2006-12-01. Ananova.com 2007 08 17